# Episodi di Il commissario Köster (trentottesima stagione)
La trentottesima stagione della serie televisiva Il commissario Köster è stata trasmessa in prima visione negli Germania da ZDF dal 28 marzo al 19 dicembre 2014.
In Italia, è stata trasmessa come terza stagione della serie televisiva Il commissario Voss.
| n. | Titolo originale       | Titolo italiano        | Prima TV Germania | Prima TV Italia |
| -- | ---------------------- | ---------------------- | ----------------- | --------------- |
| 1  | Melodie des Todes      | La melodia della morte | 28 marzo 2014     |                 |
| 2  | Verlobt mit dem Tod    |                        | 4 aprile 2014     |                 |
| 3  | Der Tod in dir         |                        | 11 aprile 2014    |                 |
| 4  | Straflos               |                        | 18 aprile 2014    |                 |
| 5  | Er wird es wieder tun  |                        | 25 aprile 2014    |                 |
| 6  | Zwischen Leben und Tod |                        | 2 maggio 2014     |                 |
| 7  | Heißes Blut            |                        | 21 novembre 2014  |                 |
| 8  | Ein langsamer Tod      |                        | 28 novembre 2014  |                 |
| 9  | Im Alleingang          |                        | 5 dicembre 2014   |                 |
| 10 | Spiel, Satz, Tod       |                        | 12 dicembre 2014  |                 |
| 11 | Die heilige Maria      |                        | 19 dicembre 2014  |                 |